# John Robert Schrieffer
John Robert Schrieffer (Oak Park, Illinois, 31 de mayo de 1931-Tallahassee, Florida, 27 de julio de 2019) fue un físico estadounidense galardonado con el Premio Nobel de Física de 1972 por sus estudios sobre la superconductividad.

## Biografía
En 1940 su familia se trasladó a Manhasset, en el estado de Nueva York, y en 1947 a Eustis, Florida, donde su padre decidió abandonar su profesión de farmacéutico y dedicarse a la industria de los cítricos.
Después de licenciarse en física, tras haber iniciado los estudios de ingeniería, en el Instituto Tecnológico de Massachusetts (MIT) en 1953 bajo la supervisión de John C. Slater, inició un postgrado en la Universidad de Illinois donde conoció a John Bardeen, del cual se convirtió en su asistente.
El 6 de noviembre de 2005 Shrieffer fue condenado a dos años de cárcel al ser declarado culpable de la muerte de una persona en un accidente automovilístico causado el año anterior, ingresando en el R.J. Donovan Correctional de San Diego (California) el 26 de septiembre de 2006.

## Trabajo científico
Después de resolver un problema teórico de la conducción eléctrica en superficies semiconductoras, Schrieffer pasó un año en el laboratorio, aplicando la teoría a diversos problemas superficiales. En 1957, antes de finalizar sus estudios, desarrolló la Teoría BCS sobre la superconductividad junto con John Bardeen y Leon Cooper. Esta teoría describe como a muy baja temperatura se manifiesta en los electrones una gran fuerza de atracción que les hace fluir agrupado en pares llamados pares de Cooper, de modo que, al pasar cerca de un núcleo atómico, el primer electrón cede energía que es después recuperada por su compañero.
Tras finalizar sus estudios y doctorarse en 1958 sobre la superconductividad, Schrieffer continuó trabajando sobre esta materia en la Universidad de Birmingham, la Universidad de Chicago e Illiniois y en el Instituto Niels Bohr de Copenhague (Dinamarca). En 1961 fue designado profesor de la Universidad de Pensilvania en Filadelfia.
En 1972 fue galardonado con el Premio Nobel de Física, junto con John Bardeen y Leon Cooper, por sus trabajos conjuntos sobre la teoría de la superconductividad, conocida como Teoría BCS.
En 1984 se convirtió en profesor de física teórica en la Universidad de California.